# نبیل الزهر
نبیل الزهر (زادهٔ ۲۷ اوت ۱۹۸۶) بازیکن سابق فوتبال اهل مراکش است.
وی همچنین در تیم ملی فوتبال مراکش بازی کرده‌ است.